# Comantella
Comantella is een vliegengeslacht uit de familie van de roofvliegen (Asilidae).

## Soorten
- C. cristata (Coquillett, 1893)
- C. cristatus (Coquillett, 1893)
- C. fallei (Back, 1909)
- C. pacifica Curran, 1926
- C. rotgeri James, 1937